# Тицано Вал Парма
Тицано Вал Парма је насеље у Италији у округу Парма, региону Емилија-Ромања.
Према процени из 2011. у насељу је живело 367 становника. Насеље се налази на надморској висини од 796 м.

## Становништво
Према резултатима пописа становништва 2011. у општини је живело 2.113 становника.
| 1951. | 1961. | 1971. | 1981. | 1991. | 2001. | 2011. |
| ----- | ----- | ----- | ----- | ----- | ----- | ----- |
| 4.488 | 3.732 | 3.070 | 2.697 | 2.283 | 2.126 | 2.113 |